# مزارحسینی
مزارحسینی، روستایی است از توابع بخش دلوار در شهرستان تنگستان استان بوشهر ایران.

## جمعیت
این روستا در دهستان دلوار قرار داشته و بر اساس سرشماری سال ۱۳۸۵ جمعیت آن ۳۱۱نفر (۷۰خانوار) بوده‌است.